# Massacre de Misterei
Le massacre de Misterei survient entre le 27 et le 28 mai 2023 lorsque des hommes armés arabes affiliés aux Forces de soutien rapide (FSR) attaquent la ville de Misterei (en), au Darfour-Occidental, lors de la bataille d'Al-Genaïna, tuant 97 civils masalit après de brefs affrontements avec l'Alliance soudanaise (en) et les groupes d'autodéfense masalit, et détruisent la ville.

## Contexte
Tout au long de la guerre au Darfour, la ville de Misterei est un centre de violence entre les tribus arabes affiliées aux Janjawid et aux Forces de soutien rapide contre les tribus non arabes, principalement les masalit, qui vivent à Misterei. En raison de la faible protection de l'armée soudanaise et de la MINUAD après l'accord de paix de Djouba (en) en 2020, des groupes d'autodéfense masalit se forment à Misterei. La ville est le théâtre d'un massacre perpétré par les FSR en 2020, qui tue 42 masalit et 18 assaillants. Après le massacre, Misterei interdit aux arabes d'entrer dans la ville.
En mars 2023, les forces armées soudanaises (FAS) déplacent leur base de Misterei à El-Geneina, la capitale du Darfour-Occidental. Lorsque la bataille d'Al-Genaïna s'intensifie en mai 2023, les militants des FSR commencent à attaquer en masse les civils masalit dans la ville, tuant plus d'un millier de personnes, dont beaucoup sont masalit. En conséquence, la seule force défendant la ville est l'Alliance soudanaise dirigée par le gouverneur du Darfour-Occidental, Khamis Abakar (en). Le 26 mai, des groupes d'autodéfense masalit dans les montagnes de Misterei, qui se défendent contre les attaques des FSR, affrontent des combattants arabes sur la montagne Dorondi. Un deuxième groupe d'autodéfense se déplace vers la montagne Shorrong à proximité pour ajouter une protection supplémentaire.
Le 27 mai, une bataille éclate à Jabal Derindi, à trois kilomètres de Misterei, entre les FAS et les FSR. Dix-sept soldats des FAS sont tués et dix autres blessés.

## Massacre
Avant l'attaque de Misterei, un groupe de 300 combattants des FSR et des tribus alliées encerclent la ville dans la nuit du 27 mai, à l'exception du sud et de l'ouest, où les combattants entrent dans la ville. Les combattants viennent des tribus Awlad Rashid, Messirias et Awlad Janoob, dirigées par Mohamed Zain Taj Eldien et Hamid Yousef Mustafa. Certains des assaillants viennent des groupes ethniques Mima et Bargo (en). Les assaillants arrivent à bord de douze Land Cruisers, dont huit appartiennent aux FSR, et quatre sont privés. D'autres combattants circulent sur environ 150 chevaux et 140 motos. Environ 90 militants de l'Alliance soudanaise, signataire de l'Accord de Djouba, interviennent dans la ville, dirigés par le capitaine Elteybe Abdulla Ahmed. Les habitants sont effrayés par l'encerclement de la ville, mais il n'y a "aucune issue".
Les premiers affrontements commencent au mont Shorrong juste après le lever du soleil, lorsque les Janjawids lancent une offensive depuis l'ouest. Les offensives suivantes viennent du nord et du sud. Les Janjawids arrivent par vagues, selon un vétéran des attaques, et de nombreux groupes d'autodéfense sont répartis dans et autour de la ville par groupes de 7 à 15. Les groupes d'autodéfense masalit tombent rapidement aux mains des Janjawids. Les combats entre l'Alliance soudanaise et les Janjawids durent trois heures et demie, au cours desquelles les civils déclarent que les combattants arabes vont de maison en maison, tuant les masalit à la peau plus foncée et criant "Tuez l'esclave, tuez l'esclave !"
Les civils blessés sont amenés à la mosquée d'Atik, mais les Janjawids prennent d'assaut l'endroit et tirent sur les blessés et sur ceux qui les soignent. Après avoir tué plusieurs personnes, les combattants arabes crient "Nous avons tué les zorga !". Les Janjawids pillent également des maisons, des fermes et des magasins, avant d'incendier de nombreux quartiers. Le marché de Misterei est complètement pillé et incendié. Des images satellite prises le 3 juin montrent que toute la ville a brûlé.

## Conséquences
Plus tard dans la journée du 29 mai, les habitants restants enterrent les corps des civils tués à Misterei. Environ 80 corps sont enterrés dans une fosse commune, située près de l'hôpital de Misterei dans la partie sud-est de la ville. Les blessés sont emmenés à Adré ou à Abashi pour y être soignés. La première fosse commune contient cinquante-neuf corps, principalement des hommes, et est creusée rapidement en raison de la crainte de nouvelles attaques des Janjawids. Dans les jours suivants, d'autres corps sont enterrés, portant le bilan à 97 morts. 160 personnes sont également blessées.
Ce même jour, neuf cents familles fuient vers le Tchad. Sur la population initiale de 26 000 personnes, 17 000 fuient vers la ville tchadienne de Gongour.
Les FSR nient toute implication dans le massacre, le qualifiant de "conflit tribal".